# Rajang
Le Rajang est un fleuve de l'État de Sarawak Malaisie orientale situé dans l'île de Bornéo. C'est le plus long fleuve de Malaisie avec une longueur de 563 km. Le bassin versant du fleuve a une superficie d'environ 50 000 km² ce qui représente 40 % de Sarawak et 7 % de l'ensemble de la surface de Bornéo. 

## Description
Le  cours supérieur du fleuve circule dans les montagnes centrales de l'île de Bornéo, qui culminent à plus de 2000 mètres. Il draine les eaux coulant le long des pentes nord des monts Kapuas ainsi que des versants occidentaux des monts Hose et Iran. Le fleuve coule d'abord vers le sud-ouest avant de se tourner vers l'ouest. Il se fraye un chemin à travers des gorges encaissées puis un paysage de collines. Il se jette dans la mer de Chine méridionale par un delta marécageux de grande taille (6 500 km²) qui comprend notamment l'île Bruit (530 km²) sur laquelle est implanté le phare de Sirik Point. Le fleuve est navigable par des navires de haute mer jusqu'à la ville de Sibu à 130 km à l'intérieur des terres. Des navires à faible tirant d'eau peuvent remonter sur 160 km supplémentaires. Le fleuve traverse les districts de Belage, Kapit, Song, Julau, Kanowit, Sibu, Matu Daro, Binatang et Sarikei. Le fleuve est remonté par la marée sur 120 km jusqu'à Kanowit.
Le plus grand barrage de Malaisie, le barrage Bakun, a été réalisé sur le Balui un affluent du cours supérieur du fleuve. Les autres affluents sont les Balleh, Bangkit, Bintangor, Igan et Katibas.

## Hydrologie
Le fleuve coule dans une région tropicale caractérisée par des précipitations très abondantes (environ 3 600 millmètres par an). Le débit  moyen est de 3 600 m³/s. Il varie entre 1 000 et 6 000 m³/s avec un pic correspondant au passage de la mousson du nord-est entre décembre et mars. Le débit durant les crues peuvent atteindre 25 000 m³/s.  

## Écologie
Une part croissante du delta a vu ses tourbières dégradées ou drainées, brulées et/ou plantées de palmier à huile. Les cours d'eau se salinisent naturellement, saisonnièrement (vers l'intérieur du delta en saison sèche, alors que l'eau s'adoucit en saison humide). 
Ces cours d'eau sont devenus très turbides et sont localement pollués. Le Delta du fleuve est une source probablement croissante de gaz à effet de serre (CO2, Méthane). Deux grands barrages hydroélectriques affectent la circulation des poissons sur deux affluents du fleuve.

## Galerie

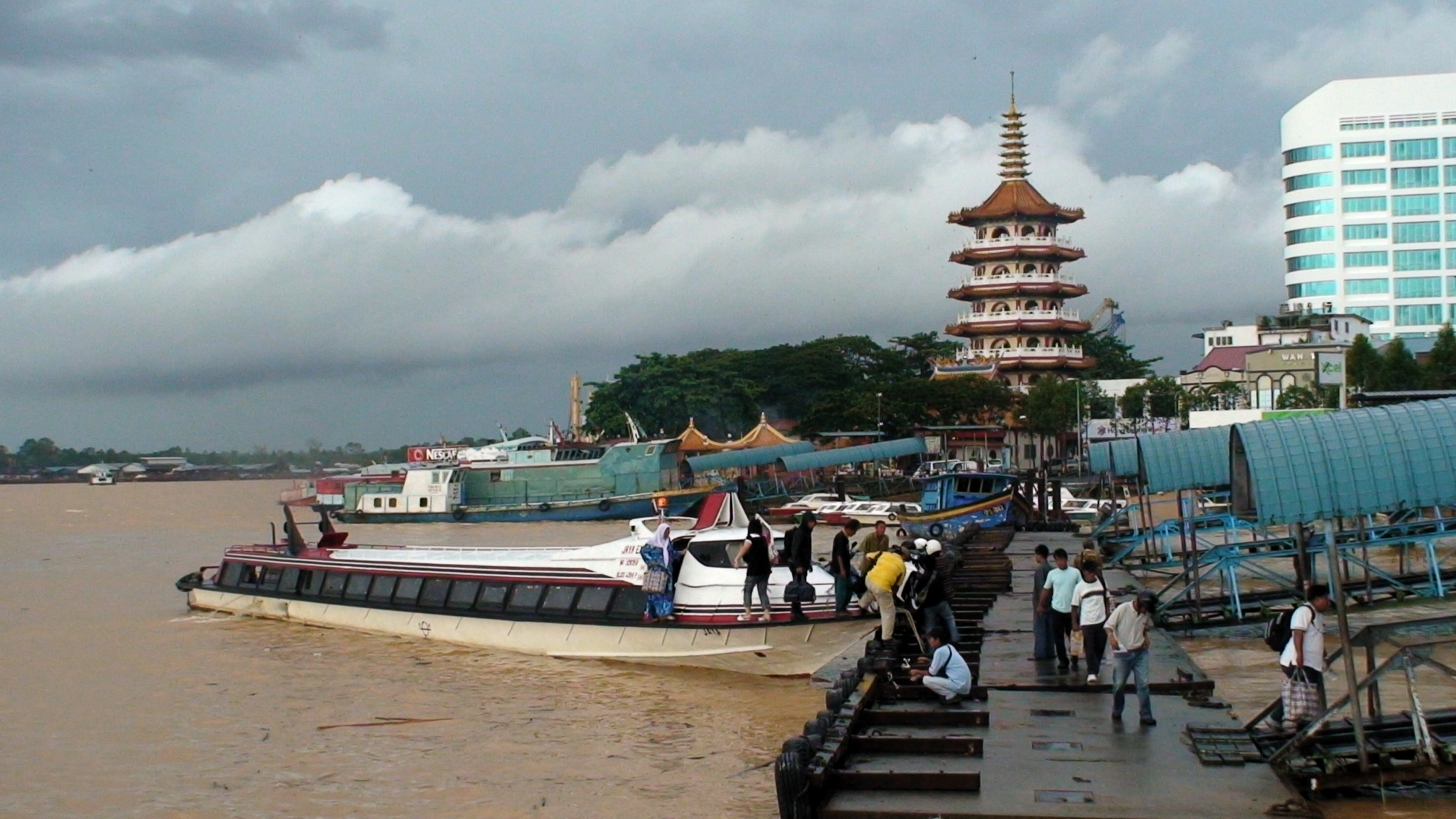
Ponton à Sibu.
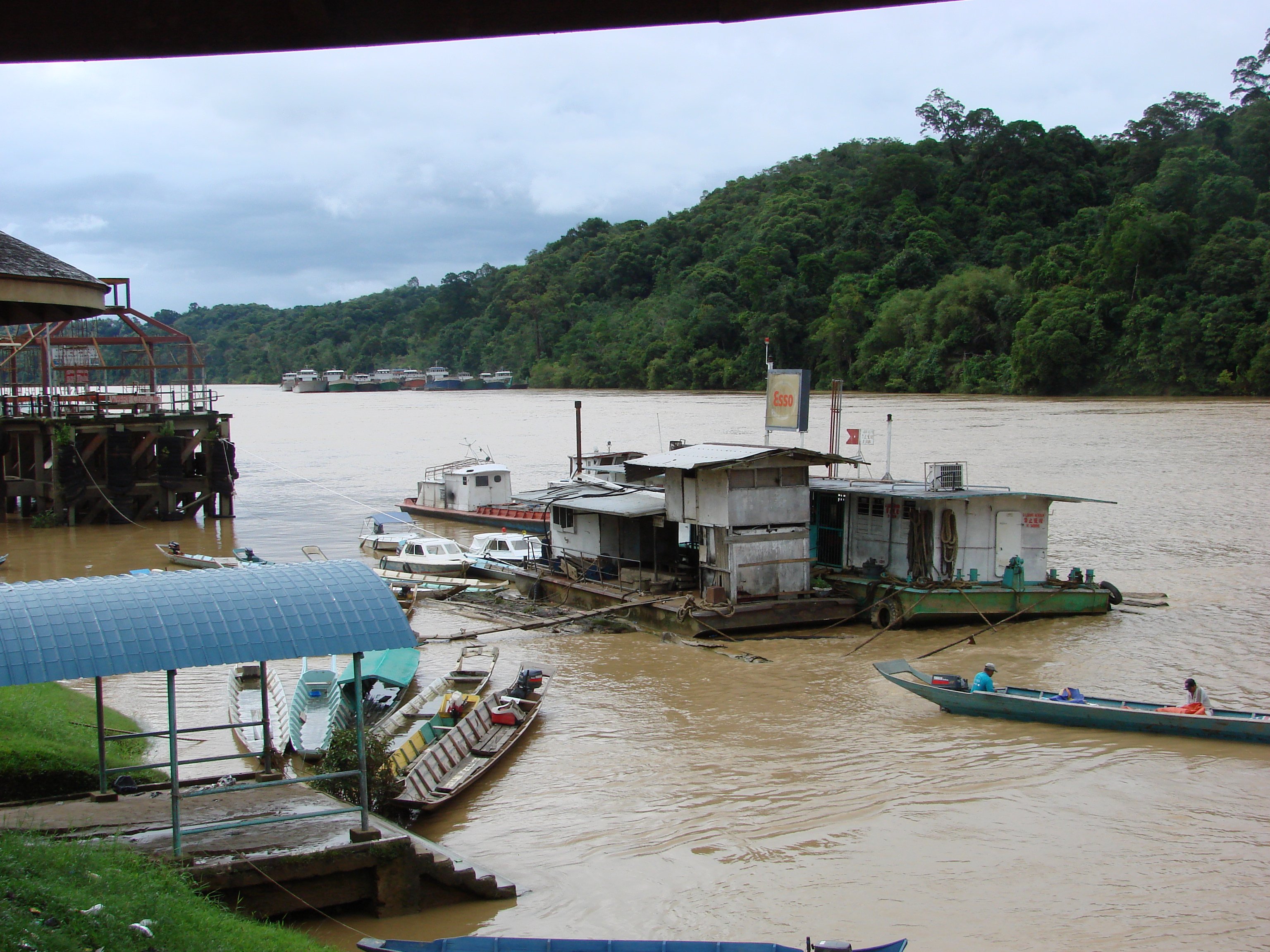
Station essence sur le fleuve à Kapit.
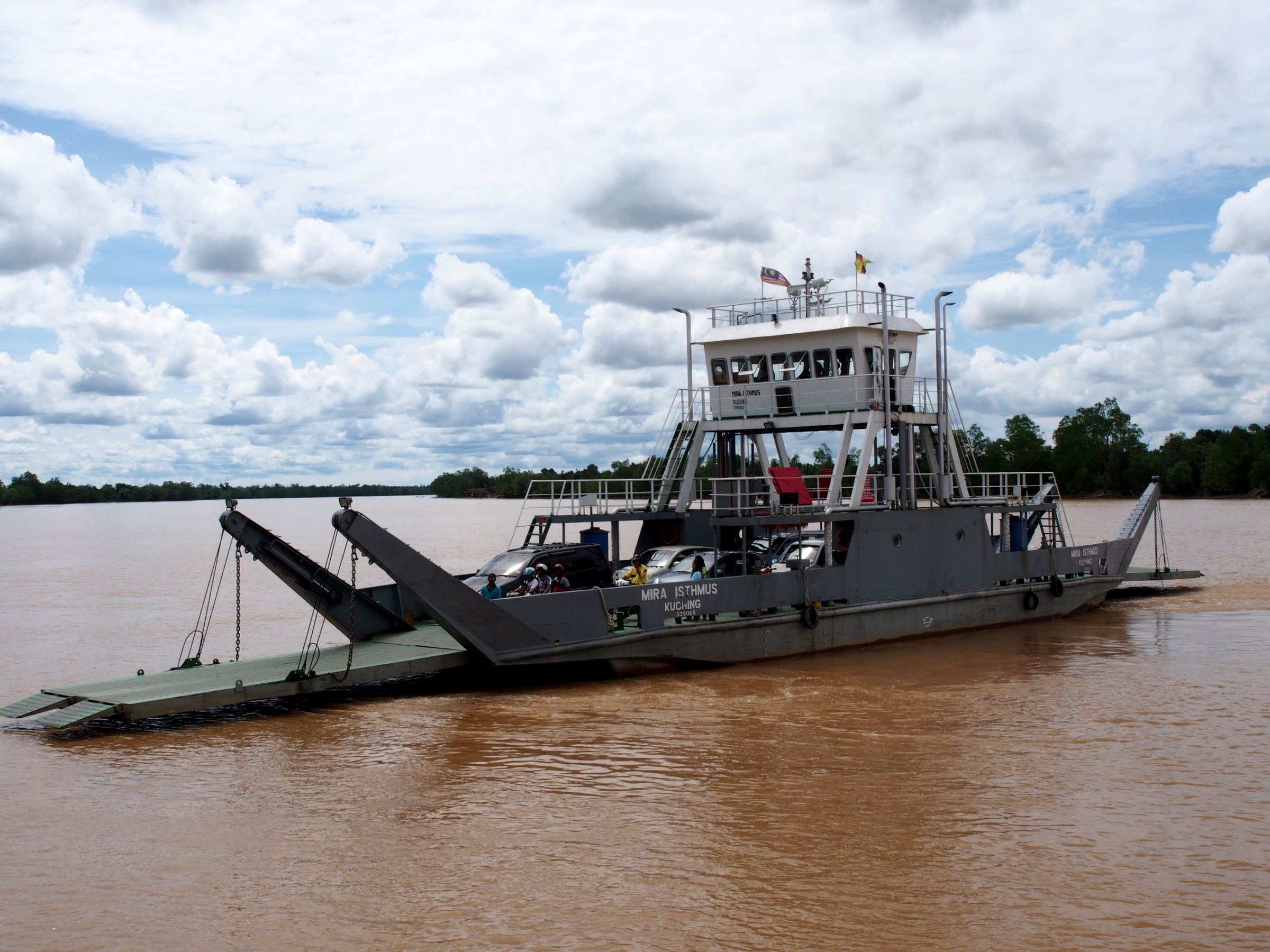
Bac à Bintangor.

### Sources
- (en) Lynne R. Parenti, H.L. Among et R.A. Gastaldo, « Fishes of the Rajang Basin, Sarawak, Malaysia », The Raffles Bulletin of Zoology, vol. 13,‎ 2005, p. 175–208 (lire en ligne).
- (en) J.R. Staub et Kelvin K. P. Lim, « Seasonal sediment transport and deposition in the Rajang River delta, Sarawak, East Malaysia », Sedimentary Geology, Elsevier, vol. 133,‎ 2000, p. 249-263 (lire en ligne).

### Liens connexes
- (en) [